# كلية الصيدلة (جامعة البصرة)
تأسست كلية الصيدلة عام 1999 ضمن جامعة البصرة وذلك للحاجة الماسة لإعداد صيادلة تتوفر فيهم الكفاءة العلمية والفنية للقيام بالخدمات الصيدلانية المختلفة وهي اليوم بموازاة كليات الصيدلة العالمية مقارنة بسنوات نشأتها من حيث البناء والكادر والتجهيزات ومستوى الدراسة والمنهاج.
بدأت كلية الصيدلة رحلتها نحو التقدم والتطور بكادر تدريسي يضم مختلف الاختصاصات التي تطورت حيث أصبح عدد الكادر التدريسي تسعون منهم عشرة بلقب أستاذ مساعد وتسعة وعشرون بلقب مدرس وإحدى وخمسون بلقب مدرس مساعد.أما أعداد الطلبة فهو في تزايد مستمر لان الآفاق مفتوحة والطموح عالٍ من اجل الاستمرار بهذا التطور.
صورة فضائية لكلية الصيدلة من خلال خرائط bing التابعة لمايكروسوفت

## رؤية الكلية
إن الرؤية المستقبلية للكلية بالإضافة إلى واجباتها الرئيسية في إعداد كوادر صيدلانية كفوءة؛ تسعى الكلية لتشكيل الفروع العلمية الستة المعتمدة في كليات الصيدلة وزيادة عدد التدريسيين من ذوي الاختصاصات الصيدلانية عن طريق القبول في الدراسات العليا داخل وخارج العراق والسعي لفتح الدراسات العليا داخل الكلية واستثمار المعمل الدوائي وإنشاء وحدة فحص وتقييم المواد الدوائية والغذائية والانفتاح على المجتمع لتقديم أفضل الخدمات وتجهيز الكلية بالأجهزة الحديثة من مختلف المصادر مع مراعاة الجودة نهجا في ذلك الجهد المستمر والمخلص من قبل العميد والمعاونين ورؤساء الفروع والتدريسيين ورؤساء الوحدات الإدارية وموظفي الكلية.

## أهداف الكلية
- تخريج صيادلة أكفاء وحسب المقاييس الدولية لمهنة الصيدلة.
- خلق بيئة لترسيخ المهنة، التكامل، وكذلك ترسيخ أعلى مستوى من الإبداع المهني للطلبة.
- إنشاء معمل أدوية ليخدم المنطقة الجنوبية في العراق لكن وللأسف لحد الآن لم بتم إنشاء أي معمل.
- التعاون مع الجهات احكومية والقطاع الخاص لتقديم الخدمات الاستشارية واختبارات السيطرة النوعية للدواء.

## أقسام الكلية
هي الجهة المسؤولة عن سير التدريس وتنظيم المختبرات، وتتألف كلية الصيدلة من ستة فروع علمية يمر عليها الطالب في مراحله الدراسية الخمس ليتزود بالمواد العلمية بصورة نظرية وعملية في كل فروعها الستة وعلى مدى فصليين دراسيين وهي كالتالي

### فرع الأدوية والسموم
يهتم هذا الفرع بتدريس تأثير الدواء ومتابعة تأثيراته على جميع أعضاء الجسم وانسجته المختلفة واكتشاف تدخلاته وتأثيراته الجانبية كما يعنى بتدريس السموم وطرق تحديد الجرعات الدوائية والتقييم الحيوي لها وتحديد مدى سميتها. يهدف الفرع إلى تخريج صيادلة اكفاء ودعم المسيرة العلمية في البلد ومواكبة التطور العلمي والفني في المجالات ذات الصلة في الجامعات والمؤسات العالمية.

### فرع الصيدلانيات
يهتم الفرع بالدراسة والبحث العلمي للمستحضرات الصيدلانية وانظمة الإطلاق الدوائي بالإضافة إلى علم المواد الصيدلانية من خلال دراسة المواصفات الفيزيائية للمركبات الدوائية وتقنيات تحضيرها كمستحضرات صيدلانية وكذلك دراسة قياس اطلاقها وامتصاصها وانتشارها وايض المركبات الدوائية داخل جسم الإنسان بالإضافة إلى تقييم التوافر الحيوي لها.:

### فرع الصيدلة السريرية
يقوم هذا الفرع بتدريس وتدريب الطلبة وبكافة المراحل الدراسية على المهارات السريرية من حيث الأستخدام الامثل للدواء وكشف الاثار الجانبية له والتدخلات الدوائية وتطبيق العلوم الصيدلانية على الواقع السريري ودراسة مهارات التواصل بين الصيدلاني من جهة والمريض والكادر الطبي من جهة أخرى. وكذلك يقوم الفرع بتدريب الطلبة على دراسة قياس التأثير العلاجي للدواء من حيث قياس تركيز الدواء في الدم بالإضافة إلى تدريب الطلاب عمليا في المستشفيات حتى يتمكنوا من ربط المعلومات النظرية بالواقع الميداني في مستشفيات القطر.

### فرع العقاقير والعلوم المساندة
يهتم هذا الفرع بدراسة العقاقير المستخلصة من أصل نباتي أاو حيواني ومعرفة مكونات النباتات الطبية وكيفية استخلاص المواد الفعالة منها وتشخيصها والعمل على تنقية هذه المواد.

### فرع العلوم المختبرية السريرية
يهتم هذا الفرع بدراسة وبحث العلل المرضية وتأثيرها على وظائف الأعضاء في جسم الإنسان كما يعني أيضا بدراسة خصائص التأيضات البايلوجية في الجسم والعوامل المؤثرة فيه في الظروف الطبيعية والحالات المرضية مع القيام بالتحاليل المختبرية المرضية.

### فرع الكيمياء الصيدلانية
يهتم فرع الكيمياء الصيدلانية بتدريس علوم الكيمياء المختلفة المستخدمة في المجال الصيدلاني وخاصة الكيمياء التحليلية والعضوية والتشخيصية لإعداد الطالب لفهم دراسة الكيمياء الصيدلانية المتقدمة التي تعنى بتحضير المركبات الدوائية الفعالة احيائيا ومعرفة العلاقة بين التركيب الكيمياوي وتأثيره في اجهزة الجسم المختلفة بغية الحصول على مركبات أكثر فعالية وبأقل ضرر ممكن لجسم الإنسان.

## وصلات خارجية
موقع كلية الصيدلة في جامعة البصرة/ مجمع الكرمة نسخة محفوظة 2 يونيو 2017 على موقع واي باك مشين.